# Dolina Olowa

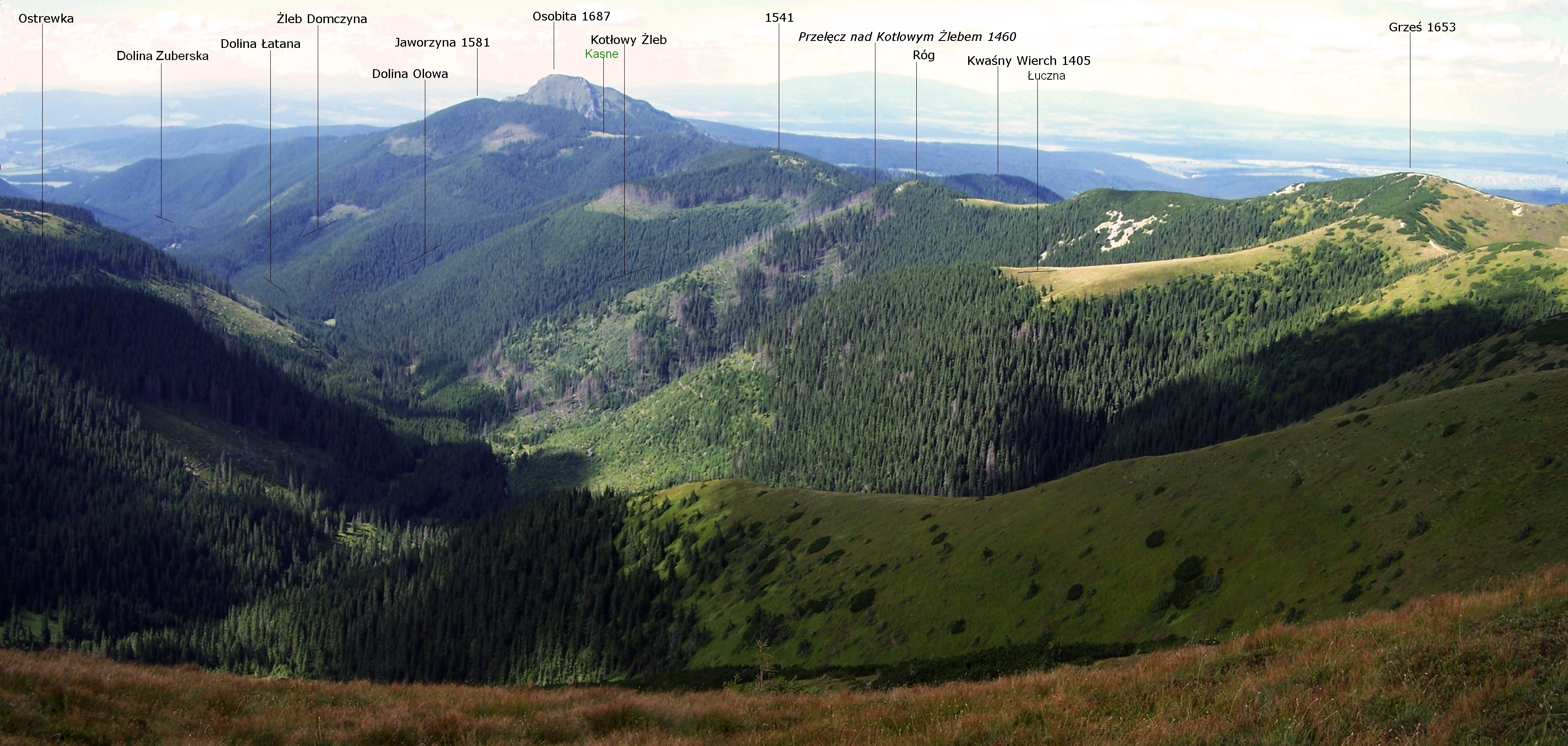
Widok z Długiego Upłazu

Dolina Olowa (słow. Oľova dolina) – żlebowata dolinka, będąca orograficznie prawym odgałęzieniem Doliny Łatanej w słowackich Tatrach Zachodnich. Opada spod polany Kasne, początkowo we wschodnim kierunku, później łukowato zakręca na południowy zachód. Uchodzi do Doliny Łatanej na wysokości około 1120 m, naprzeciwko żlebu Koryciny. Ograniczenie doliny tworzą dwie grzędy opadające z północno-zachodniej grani Grzesia do dna Doliny Łatanej. Zbocza doliny są całkowicie zalesione.
Dnem Doliny Olowej spływa Olowy Potok, jej zboczami prowadzi wygodne przejście na grań łączącą Osobitą z Grzesiem. Jest to jednak szlak nieznakowany, więc zgodnie z przepisami TANAP-u jest zamknięty dla ruchu turystycznego.